# Tom Shields
Thomas Allen "Tom" Shields (Panama City, 11 de julho de 1991) é um nadador estadunidense, campeão olímpico.

## Carreira

### Rio 2016
Shields competiu na natação nos Jogos Olímpicos de Verão de 2016, conquistando a medalha de ouro nos 4x100 metros medley.